# 337700 Korpás
337700 Korpás è un asteroide della fascia principale. Scoperto nel 2001, presenta un'orbita caratterizzata da un semiasse maggiore pari a 2,3631155 au e da un'eccentricità di 0,1843062, inclinata di 3,96147° rispetto all'eclittica.